# Ilex xiaojinensis
Ilex xiaojinensis là một loài thực vật có hoa trong họ Aquifoliaceae. Loài này được Y.Q. Wang & P.Y. Chen mô tả khoa học đầu tiên năm 1995.